# Juice (くるりとリップスライムの曲)
「Juice」（ジュース）は、くるりとリップスライム名義で発売したくるりとRIP SLYMEのコラボレーションシングル。2006年7月5日発売。発売元はSPEEDSTAR RECORDS。

## 概要
くるりとしては初のコラボレーションシングル。また、DJ FUMIYAの自律神経失調症による療養のため、他アーティストとのコラボを中心に活動していたRIP SLYMEの、「BATTLE FUNKASTIC」、「Hey,Brother」に続くコラボレーション第3弾。
本作とは逆に、“リップスライムとくるり”名義で「ラヴぃ」が同日発売された。また、「Juice」のジャケットと『ラヴぃ』のジャケットを横に並べて配置すると一枚の絵となる。
RIP SLYMEが京都にくるりのライブを観に行った際の打ち上げの席で、「こんなのやろうか」と言ったのが曲作りのきっかけである。後日くるりのスタジオに行った時には、既に「ラヴぃ」と「Juice」のデモテープが作ってあったという。
また、スタジオで岸田繁がギターを弾きながら鼻歌で歌った曲をRYO-Zが気に入り、徐々に作り上げていったものが「Juice」の元になった曲である。RYO-Zはその仕事の早さに驚愕したという。
オリコンシングルチャートでは「ラヴぃ」から若干引き離され、初登場5位となった。また、累計売上でも1万枚以上差を付けられている。
初回盤のみ、豪華ジャケット埋め込み型パネルプレゼント応募券付きのチェンジング・ジャケット仕様。これは、『ラヴぃ』の初回盤と同じ仕様になっている。

## 収録曲
1. Juice／くるりとリップスライム
（作詞：RYO-Z, ILMARI, PES, SU 作曲：岸田繁）
レコーディングはノリを重視して行われ、PESは「ノリが足りない」という理由で酒を飲まされたという。何テイクもレコーディングしたが、ファーストテイクが採用された。岸田のボーカル参加がないためか、くるりの作品へは長年収録が見送られていたが、2016年発売のオールタイムベスト『くるりの20回転』へようやく収録された。SPEEDSTAR RECORDSのコンピレーションアルバム『タッグソングス 〜SPEEDSTAR RECORDS 15th ANNIV. COMPILATION2〜』にも収録されている。
2. ナイトライダー ＜QULURI ver.＞／くるり
（作詞・作曲：岸田繁）
このバージョンにはRIPSLYMEは参加していない。『ラヴぃ』にはRIPSLYMEのメンバーが歌詞を書き下ろした＜RIPSLYME ver.＞が収録されている（演奏は同じもの）。くるりのベストアルバム『ベスト オブ くるり -TOWER OF MUSIC LOVER-』にも収録されている。